# Сајед Мохд Закир

Сајед Мохд Закир (енгл. Syed Mohd Zakir; је рођен 4. фебруара 1969. године у Кота Бхару, у Келантану, Малезија. Пише прозу, поезију и позоришне текстове.

## Објаве у часописима
Нека од његових дела објављиван су у часописима, као што су: Dewan Sastera, Dewan Budaya, Dewan Masyarakat, Pelita Bahasa, Bahasa, Dewan Siswa, Perisa Journal, Malay Literature Journal, Pangsura Journal, Aswara Journal, Milenia Muslim, Pentas и др, као и у новинама: Berita Minggu, Berita Harian, Utusan Melayu, Utusan Zaman, Minggu Malaysia. 

## Објављене књиге
С.М. Закир је објавио следеће књиге: новела за одрасле Di Bawah Lembayung (DBP, 1991); класична новела Kembang Kanigara (DBP, 1992), новела Ahli Politik (Nusabuku, 2012), збирке кратких прича Merengkuh Langit (DBP, 1995), Fatamorgana (Sasbadi, 1997), Sekuntum Kembang di Sayap Jibril (Pustaka Nusa Publication, 2001), Menyirat Nirmala (DBP, 2004), Sekeping Ruh di Atas Bantal (PPN, 2005), и Serigala dan Sekuntum Tulip (DBP, 2010); збирке поезије: Memburu Malaikat (PPN, 2007), и Sajak-sajak Petualang: Manusia Cinta (PPN, 2009); као и луксузно издање биографије Seniman Negara Ke-7 Datuk (Dr) Ahmad Nawab (JKKN, 2008). Написао је и књигу филозофских есеја Pascamoden Kutukan Terhadap Falsafah dan Agama (Nusabuku, 2010).

## Награде
Добитник је бројних награда за књижевно стваралаштво.:
- Anugerah Sasterawan Muda MASTERA 2010 (MASTERA Награда за млађег лауреата 2010) од Књижевног савета југоисточне Азије (Мастера Литерарна награда) у Џакарти, Индонезија;
- S.E.A Write Award 2011 у категорији кратких прича, коју додељује S.E.A Write Award 2011 веће у Бангкоку, Тајланд;
- Малезијска премијерна књижевна награда;
- Књижевна награда Утусан-јавне банке;
- Утусан-ЕксонМобил књижевне награде;
- DBP-Мајбанк књижевне награде;
- DBP-DBKL књижевна награда на прослави стогодишњице Куала Лумпура;
- Формула Малезија књижевне награде;
- Државне Келантан књижевне награде;
- Награда GAPIM за филмску критику.

## На српском језику
У издању Пројекта Растко 2020. објављена је збирка прича С.М.Закира на српском језику "Анђеоска птица". Збирку је са енглеског језика превела Дајана Лазаревић. Збирка С. М. Закира је један од камена-темељаца српско-малезијских књижевних веза. 